# Potreb
Potreb (cyr. Потреб) – wieś w Serbii, w okręgu raskim, w gminie Tutin. W 2011 roku liczyła 279 mieszkańców.